# Cantharidella
Cantharidella is een geslacht van weekdieren uit de klasse van de Gastropoda (slakken).

## Soort
- Cantharidella picturata (A. Adams & Angas, 1864)